# Conde do Paço do Lumiar
Conde do Paço do Lumiar é um título nobiliárquico criado por D. Luís I de Portugal, por Decreto de 14 de Outubro de 1881, em favor de António Maria da Costa Bueno y Nieto de Ceballos de Villalobos Hidalgo y Moscoso, antes 2.º Visconde do Paço do Lumiar.
Titulares
1. António Maria da Costa Bueno y Nieto de Ceballos de Villalobos Hidalgo y Moscoso, 2.º Visconde e 1.º Conde do Paço do Lumiar.

Após a Implantação da República Portuguesa, e com o fim do sistema nobiliárquico, usou o título: 
1. João António Potier Monteiro de Hortega, 2.º Conde do Paço do Lumiar, 2.º Barão de Hortega.